# Wellheim
Wellheim – gmina targowa w Niemczech, w kraju związkowym Bawaria, w rejencji Górna Bawaria, w regionie Ingolstadt, w powiecie Eichstätt. Leży na terenie Parku Natury Altmühltal, w Jurze Frankońskiej, około 12 km na południowy zachód od Eichstätt, przy linii kolejowej Rennertshofen – Dollnstein.

## Dzielnice
W skład gminy wchodzą następujące dzielnice: Aicha, Biesenhard, Gammersfeld, Hard, Konstein i Wellheim.

## Demografia
| Rok  | Liczba mieszk. |
| ---- | -------------- |
| 1970 | 2 489          |
| 1987 | 2 452          |
| 2000 | 2 739          |
| 2005 | 2 754          |

Dane o ludności z 31 grudnia 2008:
| Opis                                | Ogółem | Ogółem | Kobiety | Kobiety | Mężczyźni | Mężczyźni |
| ----------------------------------- | ------ | ------ | ------- | ------- | --------- | --------- |
| Jednostka                           | osób   | %      | osób    | %       | osób      | %         |
| Populacja                           | 2646   | 100    | 1343    | 50,76   | 1303      | 49,24     |
| Wiek przedprodukcyjny (0–17 lat)    | 511    | 19,31  | 267     | 10,09   | 244       | 9,22      |
| Wiek produkcyjny (18–65 lat)        | 1574   | 59,49  | 749     | 28,31   | 825       | 31,18     |
| Wiek poprodukcyjny (powyżej 65 lat) | 561    | 21,2   | 327     | 12,36   | 234       | 8,84      |

## Polityka
Wójtem gminy jest, rada gminy składa się z osób.
|      | CSU | SPD | FW | Razem |
| 2008 | 5   | 4   | 5  | 14    |
| 2002 | 5   | 5   | 4  | 14    |

## Oświata
W gminie znajduje się przedszkole (100 miejsc) oraz szkoła podstawowa połączona z częścią Hauptschule (6 nauczycieli, 126 uczniów).